# مترابطة (طحلب)
زيغنيما (الاسم العلمي: Zygnema) هو جنس من الطحالب الخضراء يتبع فصيلة المترابطية من رتبة المترابطيات.